# Chiesa di Santa Maria di Campogrosso
La chiesa di Santa Maria di Campogrosso è un edificio sacro dell'XI secolo, oggi in rovina, all'interno del territorio comunale di Altavilla Milicia, sulla costa settentrionale della Sicilia. Localmente è nota come Chiesazza, ossia «chiesaccia», per la sua condizione di rudere.

## Storia
Si tratta di uno dei primi edifici in stile normanno-arabo realizzati in Sicilia e una delle poche attestazioni della presenza dei basiliani nella parte orientale dell'isola.
La chiesa, ubicata in posizione strategica sopra un'altura di 56 m a breve distanza dal mar Tirreno, fu probabilmente edificata nel 1068 dopo la vittoria dei Normanni contro gli Arabi presso Misilmeri. La struttura è ad unica navata con tre absidi ed una cripta; vicino ad essa esistevano verosimilmente i resti di un cenobio appartenente all'Ordine di San Basilio.
Nel 1134 il re Ruggero II concesse al monastero di Santa Maria di Campogrosso dei terreni incolti presso Misilmeri per essere coltivati e dati a pascolo («...quosdam agros incultos (...) in loco dicto de Misilmeri ad faciendam culturam (...) et pro pascuis animalium...»), oltre alla concessione per il taglio boschivo nel territorio della futura Bagheria («...ligna necessaria et sufficientia de nostra floresta dicta Bacharìa...»).
Nel 1895 i ruderi della chiesa vennero consolidati ad opera della Regia soprintendenza all'arte medioevale e moderna della Sicilia.
Nel 2016, sono state portate alla luce le sepolture vichinghe (circa 30) e le monete sepolte al di sotto della Chiesazza. Vi si trovava la comunità normanna; quindi la chiesa, gestita da dei monaci, che insieme alla popolazione del centro, venivano sepolti nella terra vicino alla chiesa come in Nord Europa   .
Sono in corso alcuni studi.